# Manolo Marín
Manuel Marín (Sevilla, 1936), bailarín y coreógrafo español. 
Fue bailaor autodidacta que destacó también como coreógrafo, componiendo coreografías para Cristina Hoyos, la Compañía Andaluza de Danza, o el Ballet Nacional de España.
En 2014 fue galardonado como Trianero del año, por el Distrito Triana de Sevilla.